# Al-Habarijja
Al-Habarijja (arab. الهباريـة) – wieś w Syrii, w muhafazie Damaszek. W 2004 roku liczyła 711 mieszkańców.